# Daniel Johnson (père)
Pour les articles homonymes, voir Johnson et Daniel Johnson.
Daniel Johnson, né le 9 avril 1915 à Danville, au Québec, et mort le 26 septembre 1968 à Manic-5, est un homme politique québécois.
Élu député de Bagot en 1946, il incarne au début de sa carrière la relève au sein de son parti, l'Union nationale. Cumulant différentes fonctions au sein du gouvernement de Maurice Duplessis, il est notamment ministre des Ressources hydrauliques de 1958 à 1960.
Devenu chef de l'Union nationale en 1961, il devient le principal adversaire des réformes entreprises par le gouvernement de Jean Lesage. Il mène son parti, sans succès, aux élections de 1962.
Appuyé par une plateforme interventionniste et par un manifeste politique ouvrant la porte pour la première fois à l'indépendance du Québec, à la surprise générale, il remporte les élections de 1966. Porté au pouvoir, il rompt avec ses positions antiétatistes traditionnelles et poursuit les réformes dans les domaines de la santé, de l'éducation, de l'économie, de la culture et de la constitution.
Sous sa gouverne, le rayonnement du Québec atteint un niveau sans précédent sur la scène internationale, grâce à son étroite collaboration avec le président Charles de Gaulle. Malade depuis plusieurs années, il meurt en plein vague de réformes, en septembre 1968.
Chef de l'aile traditionaliste de l'Union nationale devenu continuateur des réformes de l'État-providence, Daniel Johnson est une figure majeure « de deux époques que tout oppose : la Grande noirceur et la Révolution tranquille ».
Il est le père de Pierre Marc Johnson et de Daniel Johnson (fils), qui deviennent également premiers ministres du Québec après sa mort.

## Biographie

### Jeunesse
Daniel Johnson vient au monde à Danville dans les Cantons-de-l'Est, le 9 avril 1915. Deuxième enfant d'une famille en comptant neuf, il est le fils aîné de Francis Johnson, un anglophone d'ascendance irlandaise, et de Marie-Adéline Daniel, une francophone.
Le père de Daniel Johnson est très actif dans son milieu. Organisateur pour le Parti conservateur, ses liens avec le parti d'opposition lui coûtent cependant très cher. À cette époque, le Parti libéral domine la scène politique au Québec, et les emplois sont réservés aux partisans libéraux. Cette situation empêche le père Johnson de trouver un emploi et même d'obtenir de l'assistance publique, ce qui place toute sa famille dans une grande précarité financière. Ainsi, Francis Johnson doit collectionner les petits emplois pour tenter de joindre les deux bouts. Commis dans une ferronnerie, il est également vendeur d'assurance et de machines à laver.
Malgré l'esprit de solidarité et la piété religieuse dans lesquels il grandit, Daniel Johnson reste profondément marqué par la misère et les privations de ses premières années.

### Études
En 1928, Daniel Johnson fait son entrée au collège Antoine-Girouard de Saint-Hyacinthe. Élève brillant, doté d'une excellente mémoire, il se retrouve en tête de classe. Sociable, il cultive ses relations et s'engage dans plusieurs activités parascolaires. Il est notamment membre de l'académie Girouard, cercle littéraire du séminaire rattaché à l'Association catholique de la jeunesse canadienne-française (ACJC). Au cours de ces années d'études, Johnson fait la connaissance d'un autre séminariste avec qui il partagera un destin en politiqueJean-Jacques Bertrand.
Dans un premier temps, Johnson se destine à la prêtrise. Toutefois, tandis qu'il prépare sa vocation religieuse, le Québec se retrouve plongé dans la pire crise économique de son histoire. Ce contexte de Grande Dépression amène le jeune Johnson à s'intéresser aux questions sociales, économiques et politiques. Au printemps 1935, il termine son cours classique. Sa famille étant toujours sans argent, il reçoit toutefois l'aide d'une généreuse bienfaitrice : une amie de sa mère, la veuve Huot, épouse d'un riche médecin de Granby et belle-sœur d'un investisseur du secteur minier en Abitibi. Elle décide de prendre sous aile le jeune homme et de lui payer ses études. Daniel Johnson fait ainsi son entrée au Grand séminaire de Montréal à l'automne 1935.
Malgré son cheminement en théologie, Daniel Johnson est de plus en plus attiré par la politique. L'apparition d'un nouveau parti fondé par Maurice Duplessis (l'Union nationale), la défaite du Parti libéral aux élections de 1936, et la mort de la mère de Johnson (emportée par la tuberculose à l'été 1937) lui font remettre ses choix en question. En septembre 1937, il décide d'abandonner ses études en théologie et d'opter pour le droit. Or, ce choix survient à un moment où la session universitaire est déjà commencée. Pour pouvoir s'inscrire en droit, Johnson doit obtenir une permission spéciale du bâtonnier général, qui, en 1937, n'est nul autre que Duplessis. C'est de cette manière que Johnson rencontre pour la première fois le premier ministre. Grâce à sa permission, Johnson fait son entrée à la faculté de droit de l'Université de Montréal.
Fidèle à ses habitudes, Daniel Johnson s'investit dans de nombreuses activités parascolaires. Il s'implique dans la Fédération des étudiants catholiques et dans l'Union des jeunesses catholiques du Canada. Il est aussi élu président de l'association des étudiants de l'Université de Montréal et écrit dans le Quartier latin. Il participe à des conférences internationales, comme celle du World Student Relief, organisme chargé de l'aide aux prisonniers et aux étudiants victimes de la guerre, et au congrès de Pax Romana, organisme cherchant à favoriser la coopération internationale entre étudiants catholiques. Enfin, comme la majorité des jeunes de sa génération, il milite contre la conscription.

### Avocat et militant de l'Union nationale
Aux élections de 1939, Daniel Johnson est invité par un ancien confrère de Saint-Hyacinthe, André Dumont, à participer à la campagne de l'Union nationale dans la circonscription de Bagot. À l'issue du scrutin, l'Union nationale de Duplessis est battue par le Parti libéral d'Adélard Godbout, tout comme le candidat unioniste dans Bagot par le libéral Cyrille Dumaine. Malgré la défaite, l'expérience est déterminante pour Johnson. Ses ambitions politiques se tournent désormais vers cette circonscription de Bagot.
En juillet 1940, Johnson devient officiellement avocat. Il exerce d'abord à Montréal dans un cabinet du quartier des affaires sur la rue Saint-Jacques. En parallèle, il cherche à s'implanter durablement dans Bagot. Il ouvre donc un deuxième bureau d'avocat à Acton Vale, où il passe ses fins de semaine.
En 1942, Johnson entre dans un nouveau cabinet dont le principal avocat est Jonathan Robinson, député unioniste de la circonscription de Brome à l'Assemblée législative. Le cabinet de Johnson est prospère et s'occupe notamment des intérêts du colonel Robert McCormick, riche industriel américain, propriétaire du New York Times et du Chicago Tribune et fondateur de la ville de Baie-Comeau sur la Côte-Nord. Il y exploite également de vastes concessions forestières accordées par le gouvernement du Québec. Il est aussi, enfin, un ami de Duplessis. Ces rencontres permettent ainsi à Johnson de tisser des liens étroits avec plusieurs figures influentes et surtout avec l'Union nationale.

### Député de Bagot
En 1946, le député Cyrille Dumaine meurt subitement. La circonscription de Bagot se retrouve alors sans député, ce qui la tenue d'une élection partielle pour le remplacer. Daniel Johnson profite de l'occasion pour proposer sa candidature à Maurice Duplessis, redevenu premier ministre deux ans auparavant. Celui-ci refuse, jugeant que Johnson est « trop jeune ». Johnson accepte difficilement la décision du premier ministre. Lui écrivant une lettre dans laquelle il lui réitère sa loyauté, Duplessis revient sur sa décision. Il accepte de tenir une assemblée d'investiture, permettant à Johnson de faire ses preuves auprès des électeurs de Bagot. Finalement, le jeune avocat de 31 ans est choisi comme candidat.
À cette époque, Bagot est une circonscription fermement attachée au Parti libéral. À l'exception de la victoire de l'unioniste Philippe Adam à une élection partielle en 1938, Bagot demeure libérale depuis 1900. Ainsi, la campagne dans Bagot, comme celles dans Beauce en 1945 et plus tard dans Huntingdon en 1947, devient pour l'Union nationale l'occasion de prouver qu'elle sait rallier la population dans sa lutte contre la centralisation du gouvernemnt fédéral. Au terme d'une campagne marquée par l'appui de plusieurs unionistes (Maurice Bellemare, le ministre Paul Sauvé et Maurice Duplessis lui-même), le 18 décembre 1946, Johnson est élu député de Bagot, avec une majorité de plus de 1 140 voix,.
Élu, Johnson devient la voix d'une nouvelle génération au sein de l'Union nationale. Le « député promis à un brillant avenir » apparaît régulièrement aux côtés de son chef dans les assemblées politiques et défend ses positions. En 1953, à la suite d'un drame personnel particulièrement douloureux, mettant son mariage à rude épreuve, Johnson passe près de quitter la politique. Toutefois, Maurice Duplessis décide de prendre le jeune député sous son aile. Il le nomme son secrétaire parlementaire. Deux ans plus tard, le 15 décembre 1955, Johnson devient le nouveau vice-président de l'Assemblée législative. Cette position stratégique lui permet d'approfondir sa compréhension des rouages de la machine gouvernementale. Responsable du bon déroulement des débats, il peut ainsi découvrir le contenu des budgets de chacun des ministères dans leurs détails. Il occupe ces fonctions durant trois ans, au cours desquelles il devient un maître de la procédure parlementaire, comme son chef.

### Ministre des Ressources hydrauliques
Le 30 avril 1958, Daniel Johnson fait son entrée au cabinet de Maurice Duplessis en tant que ministre des Ressources hydrauliques,. Cette entrée coïncide avec celle d'un autre jeune député, Jean-Jacques Bertrand de Missisquoi, comme ministre des Terres et Forêts.
Quelques mois plus tard, Johnson se retrouve éclaboussé par le scandale du gaz naturel. Dans cette affaire révélée par Le Devoir, des gens haut placés dans le gouvernement Duplessis ont profité d'une information inconnue du grand public (la vente du réseau public de gaz naturel à une corporation privée) pour réaliser un délit d'initié, et ce, à partir de la vente d'une propriété de l'État à des intérêts privés. Parmi ces personnes se trouve le jeune ministre. Après avoir acheté 150 actions à un prix unitaire de 140 $, Johnson aurait réalisé un profit de 5 250 $ en un peu moins de 7 semaines. Ce scandale nuit considérablement à sa réputation.
Le 7 septembre 1959, Duplessis meurt, ce qui bouleverse le gouvernement unioniste. Paul Sauvé est choisi comme nouveau premier ministre. Cependant, le 2 janvier 1960, Sauvé meurt à son tour. Un nouveau chef est choisi dans la hâte. Il s'agit d'Antonio Barrette, ministre du Travail depuis 1944. Malgré ces changements, Johnson conserve son poste jusqu'aux élections de 1960.

### Élections de 1960
Le 22 juin 1960, l'Union nationale d'Antonio Barrette est battue par le Parti libéral de Jean Lesage. Une fois la poussière retombée, quelques jours avant le début de la session parlementaire en septembre 1960, Antonio Barrette annonce qu'il quitte la direction de l'Union nationale. Il annonce, du même coup, la tenue d'un congrès à sa succession à l'automne 1961.
De son côté, malgré le scandale du gaz naturel, Daniel Johnson est réélu dans Bagot en juin 1960. Bien qu'il se retrouve dans l'opposition, l'annonce de la tenue du congrès à la chefferie de l'Union nationale devient pour lui l'occasion de s'affirmer dans tous les débats à l'Assemblée législative. Il cherche à se présenter comme un futur chef potentiel. Dans la foulée de cette nouvelle, en novembre 1960, Daniel Johnson crée une polémique qui éclabousse le nouveau gouvernement. S'appuyant sur des informations compromettantes, le député de Bagot accuse le Parti libéral d'avoir fait circuler de faux billets de banque durant la dernière campagne électorale pour acheter des votes et trafiquer les élections.
Cette affaire, surnommée « l'affaire des faux billets », finit toutefois par se retourner contre les principaux intéressés. En réponse à cette accusation, Georges-Émile Lapalme, alors procureur général, révèle que selon les informations obtenues de la Gendarmerie royale, ces fameux billets avaient été mis en circulation non par des organisateurs libéraux mais par des organisateurs unionistes. Cette révélation vient entacher à nouveau la réputation de Johnson. Elle inspire au caricaturiste Normand Hudon un nouveau personnage : Danny Boy, « un cowboy aux allures de bandit bourru, armé d’un lasso et de revolvers, tirant dans toutes les directions ».
À cette caricature, qui hantera Johnson pendant des années, s'ajoute un nouveau revers pour l'Union nationale, la tenue d'une enquête sur la corruption du gouvernement Duplessis, la commission Salvas.

### Succession d'Antonio Barrette
Dans la course à la succession d'Antonio Barrette, Daniel Johnson doit faire face à un rival de plus en plus influent, Jean-Jacques Bertrand.
Au sein de l'Union nationale, Bertrand incarne alors la tendance réformiste. Sa réputation d'homme intègre et ses discours nationalistes rallient la plupart des jeunes. Il obtient aussi l'appui de la veuve de Paul Sauvé et de l'épouse d'Antonio Barrette. L'un des objectifs de Bertrand est de libérer le parti de l'emprise de certains souscripteurs devenus trop puissants, trop âgés et trop réfractaires aux changements souhaités pour la société québécoise.
De son côté, Johnson incarne la tendance conservatrice de l'Union nationale. S'il ne s'oppose pas en principe aux réformes proposées par Bertrand, l'ancien ministre des Ressources hydrauliques concentre surtout ses attaques sur le Parti libéral, avec un ton et un style combatif rappelant beaucoup celui de Duplessis. Dans l'ensemble, Johnson favorise plutôt la continuité et le maintien avec les anciennes façons de faire d'avant 1960 : le maintien du système scolaire confessionnel, la défense de l'entreprise privée, la limitation de l'intervention de l'État. Il récolte les appuis des membres plus âgés du parti, parmi lesquels se trouvent l'ancien trésorier Gérald Martineau et l'ancien organisateur en chef Joseph-Damase Bégin.
Johnson est donné favori au départ. Cependant, à l'approche du congrès, l'écart entre les deux principaux candidats se resserre. Après une chaude lutte, Johnson est élu chef de l'Union nationale avec 1 006 voix, contre 912 pour Bertrand.

### Chef de l'opposition
Malgré la victoire de Johnson, les tensions entre lui et le groupe de Jean-Jacques Bertrand persistent. En 1962, le gouvernement Lesage annonce son intention de déclencher des élections anticipées sur la nationalisation de l'hydroélectricité. La position du gouvernement est claire : un vote pour le Parti libéral est un vote pour la nationalisation. Chez les unionistes, la question divise. Johnson s'y oppose et réclame que l'on étudie davantage les coûts de l'opération. Bertrand l'approuve. En réaction, Johnson finit par accepter une nationalisation partielle du réseau mais sans enlever le contrôle aux entreprises privées.
L'élection s'avère difficile pour l'Union nationale. Bien qu'il demeure à la tête d'un parti très puissant, Johnson peine à se dégager des scandales et de l'image négative entretenue par la presse, ses adversaires et les révélations de la commission Salvas. Cette image se voit ternir encore en fin de campagne avec « l'affaire des faux certificats » : le nouvel organisateur en chef de l’Union nationale, André Lagarde, est accusé d’avoir produit 4 000 faux certificats d’électeurs pour faire élire les députés Paul Dozois et Edgar Charbonneau. Le 11 novembre, un débat télévisé (le premier de l'histoire du Canada) entre Daniel Johnson et Jean Lesage est organisé à Radio-Canada. Manquant de préparation pour apprivoiser ce nouveau médium, Johnson laisse une mauvaise impression aux téléspectateurs. À l'issue de cette campagne, une grande partie de la population réitère sa confiance à l'« équipe du tonnerre » de Lesage. Le Parti libéral est ainsi réélu avec 62 sièges (56,4 % des voix), devant l’Union nationale, chutant à 31 sièges (42,15 % des voix).
De 1963 à 1964, Johnson traverse la pire période de sa carrière. Cherchant sa voie lors d'une visite à l'opéra de Paris à l'automne 1964, il est victime d'une crise cardiaque. Cet événement le force à se remettre en question. Toujours brouillé avec et son groupe, il décide en décembre 1964 de se réunir avec ses députés et ses conseillers dans un hôtel de Mont-Gabriel, dans les Laurentides. Les débats sont très vifs, et les reproches qui lui sont adressés sont nombreux. Après de longues discussions, Johnson finit par se réconcilier avec Bertrand. Retrouvant son leadership tout en acceptant la nouvelle réalité au sein de son parti, Daniel Johnson confie alors à ses collaborateurs Mario Beaulieu et Marcel Masse la tenue d'un congrès qui marquera un tournant dans l'histoire du parti : les assises de l'Union nationale.

### Assises de l'Union nationale de 1965
Les assises de l'Union nationale sont une sorte de grand congrès, ouvert à tous, se déroulant du 18 au 20 mars 1965. L'événement accueille une panoplie d'experts et de personnalités de divers horizons pour discuter avec les élus afin de donner à l'Union nationale une vision nouvelle et distincte des sujets de l'heure. Pour inaugurer les assises, Daniel Johnson fait paraître un livre : Égalité ou indépendance. Dans ce livre, il expose son cheminement sur la question constitutionnelle et se prononce pour l'autodétermination du Québec, résumant sa position en paraphrasant l'ancien premier ministre canadien Mackenzie King lors de la crise de la conscription : « l'indépendance si nécessaire, mais pas nécessairement l'indépendance ». Johnson exige également la pleine reconnaissance d’un Canada à deux nations, deux cultures, rejetant la formule Fulton-Favreau, appuyée par les libéraux. Le politologue Éric Bélanger dit de ce livre que l'usage de la menace de l'indépendance du Québec semble n'avoir été selon toute vraisemblance que pour en faire une stratégie dans des négociations qui renforceraient la place de la province dans la fédération et que Johnson n'a pas réellement envisagé l'indépendance comme une possibilité lors de son temps comme premier ministre.
À la fin des assises, l'Union nationale se retrouve avec un programme nouveau, marquant une rupture nette avec l'époque de Duplessis. Il se fait plus interventionniste. Il propose notamment de rapatrier tous les impôts au Québec, de créer de nouveaux ministères (immigration, loisirs et planification économique), d’établir un régime complet d’assurance maladie, d’instaurer la gratuité scolaire à tous les niveaux, d’adopter une loi anti-briseurs de grève, de créer un fonds industriel québécois et d’adopter une déclaration des droits de l’homme.
L’Union nationale sort donc de ce congrès avec un nouveau programme, une nouvelle équipe, une nouvelle image et, surtout, une solution originale à la question nationale qui tenait compte de l’évolution du Québec et de la montée du nationalisme. Ces assises constituent, selon l'historien Pierre B. Berthelot, « le moment où l’Union nationale s’est convertie à la Révolution tranquille et où elle a tourné le dos à son fondateur ».
En parallèle à ces assises, Johnson embauche des conseillers en communication pour se refaire une image. Il est soumis à un régime alimentaire strict. Il change également sa garde-robe, délaissant les complets amples alourdissant sa silhouette pour des complets sobres, taillés sur mesure. Enfin, il opte pour toujours porter ses lunettes en public.

### Élections de 1966
En avril 1966, de nouvelles élections sont déclenchées. Malgré une nette amélioration de l'image de l'Union nationale et de Daniel Johnson auprès du public, les sondages donnent alors une avance considérable au Parti libéral de Jean Lesage.
Le Parti libéral centre sa campagne autour de son chef, Lesage, délaissant l'image de marque de l'équipe du tonnerre. En réaction, l'Union nationale décide de suivre une stratégie totalement opposée. Plutôt que de faire une campagne nationale, derrière son slogan « Québec d'abord », Johnson décide de faire porter la campagne sur le terrain, au niveau local. La campagne dirigée par Mario Beaulieu voit alors les organisateurs concentrer leurs efforts en fonction des intérêts de chaque circonscription. Cette stratégie s'avère fructueuse, notamment grâce au mécontentement causé par les réformes scolaires dans plusieurs régions rurales.
Le scrutin se tient le 5 juin 1966. Au début de la soirée, les premiers résultats donnent une grande avance au Parti libéral. Progressivement, il est rattrapé par l’Union nationale. Puis, au courant de la nuit, bénéficiant d'une carte électorale lui étant favorable, l’Union nationale remporte la victoire avec 56 sièges (avec seulement 41 % des voix), passant devant les 50 sièges récoltés par le Parti libéral (malgré 47 % des appuis).

### Premier ministre du Québec (1966-1968)

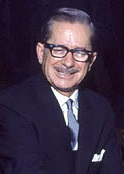
Daniel Johnson en 1967.

La victoire de l'Union nationale provoque la surprise. Les libéraux s'attendaient à une réélection facile. Au sein de la fonction publique, plusieurs hauts fonctionnaires craignaient que cette victoire ne signifie la fin des réformes et le retour aux années Duplessis dans tout ce qu’elles avaient de plus détestable. La surprise se fait également ressentir dans les rangs de l’Union nationale. Au lieu de mettre un terme à la Révolution tranquille, Daniel Johnson annonce dès le lendemain de sa victoire qu'il a l'intention de continuer dans la même voie que ses prédécesseurs.
Le mandat de Johnson est d'abord marqué par des réformes sociales. En éducation, Daniel Johnson donne suite au rapport Parent et décide de créer un nouveau réseau de collèges offrant des formations générales et professionnelles : les cégeps. Il s'inspire également d'un modèle d'université californien pour créer une nouvelle université de langue française à Montréal : l'Université du Québec, aujourd'hui connue sous le nom d'Université du Québec à Montréal (UQAM). Cette première institution inaugurera le réseau d'enseignement de l'Université du Québec.
Les réformes se poursuivent aussi en santé, avec la tenue de la Commission d’enquête sur la santé et le bien-être social (commission Castonguay-Nepveu), qui mènera à la création d’un régime d’assurance maladie. Dans le domaine culturel, Daniel Johnson crée un premier poste de télévision national québécois, Radio-Québec, donnant vie ainsi à un vieux projet de loi de Duplessis remontant à 1945.
Dans le domaine industriel, Johnson continue l’intervention de l'État en créant Sidbec (devenue ensuite Sidbec-Dosco) et la SOQUIP, suivant les mêmes efforts accomplis par Lesage dans le domaine minier avec la SOQUEM en 1965. Dans le domaine économique, il crée un Office de planification du Québec et tente de rapatrier l'entièreté de la fiscalité au Québec. Malheureusement, dans la plupart des cas (par exemple, la création de Sidbec devant mener au développement d'une sidérurgie québécoise), ces initiatives ne mèneront pas aux buts visés.
En relations internationales, Johnson développe une relation privilégiée avec le président français, Charles de Gaulle. Le fruit de leurs relations mènera en juillet 1967 à la visite du général de Gaulle au Québec, dans le cadre de l'Expo 67. Cette visite, qui devait être officiellement une visite du chef de l'État français au Canada, se transforme en événement historique. Arrivé à Montréal, de Gaulle prononce un discours qui passera à l'histoire dans lequel il déclare : « Vive le Québec libre ! ».

### Visite à Manic-5

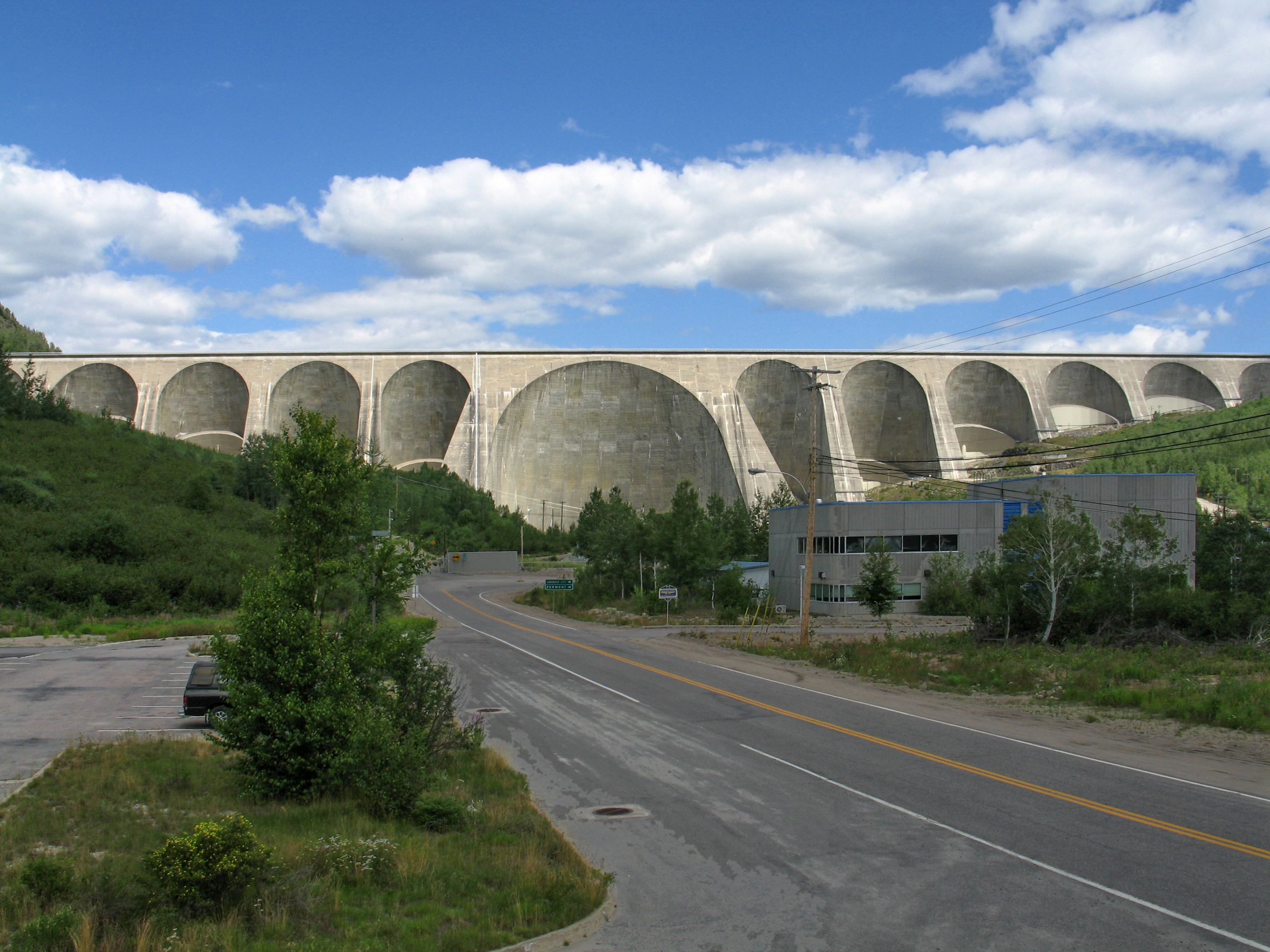
Le barrage Daniel-Johnson à Manic-5.

Le 25 septembre 1968, Daniel Johnson se rend à Manic-5 pour inaugurer le barrage dont il avait approuvé la construction une dizaine d’années plus tôt. Le complexe doit être inauguré le lendemain. En compagnie d'autres dignitaires, Johnson est accueilli dans une réception chaleureuse, où il paraît d'excellente humeur. Serrant la main de l'ancien premier ministre Jean Lesage et d'un futur premier ministre René Lévesque, Johnson dit à la blague : « Je vous ai enfin réunis! ». À la suite de cette réception, Johnson se couche.
Le lendemain matin, il est frappé par une crise cardiaque, sa dernière. Johnson meurt dans son lit le 26 septembre 1968, à l’âge de 53 ans.
La mort de Johnson cause un grand choc dans le monde politique québécois. Encore une fois, l'Union nationale perd son chef à un moment critique de son histoire. Avec sa mort s’envole également la position développée dans Égalité ou indépendance. À partir de ce moment, les problèmes vont s’abattre sur l’Union nationale mais ausi sur le Québec en entier. Ces problèmes échoiront à son ancien rival, Jean-Jacques Bertrand, qui lui succède comme chef de l'Union nationale et comme premier ministre du Québec.
Daniel Johnson est enterré le 1er octobre 1968 au cimetière de Saint-Pie-de-Bagot.

## Postérité

### Hommages

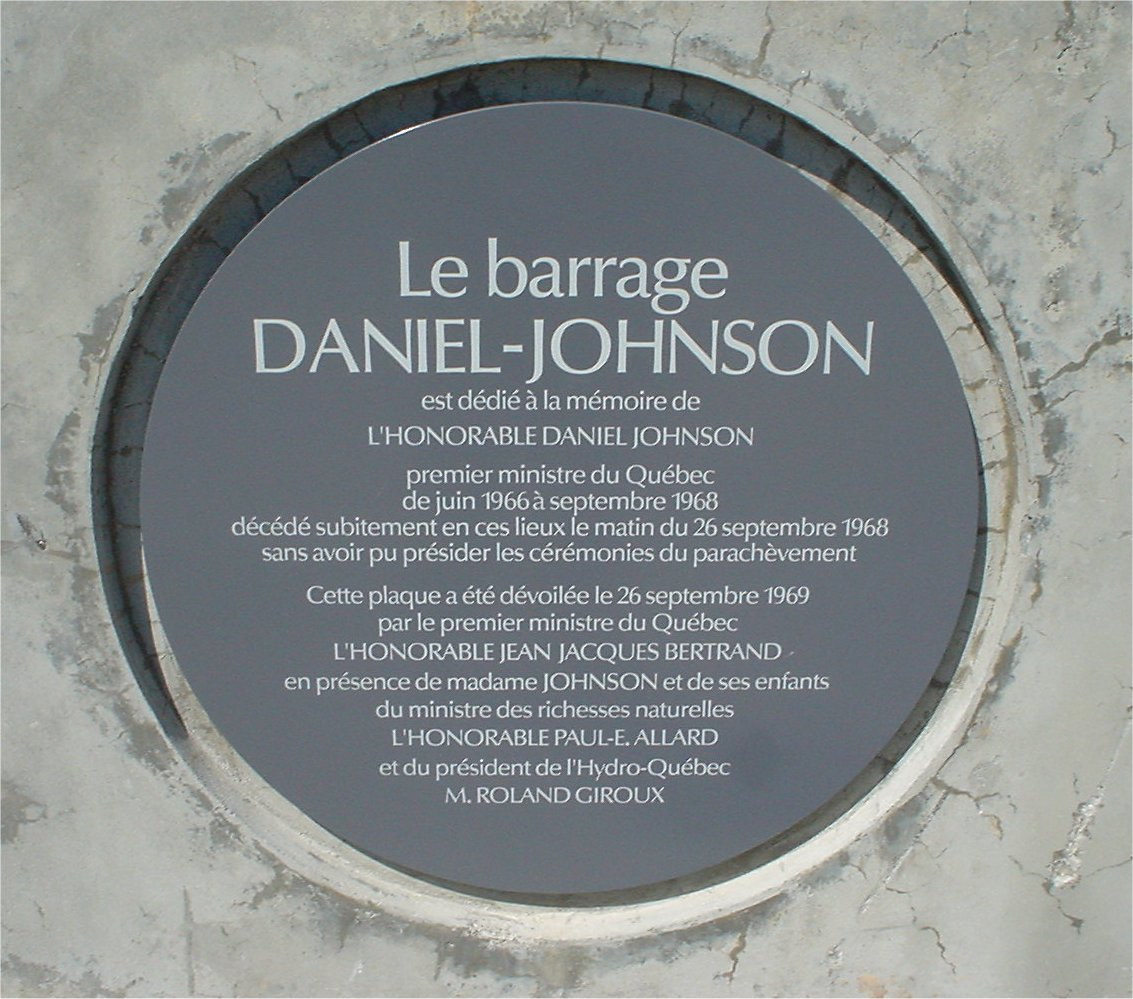
Plaque du barrage Daniel-Johnson.

Le 26 septembre 1969, lors du premier anniversaire du décès de Dabiell Johnson, Jean-Jacques Bertrand dévoile une plaque commémorative renommant le barrage de Manic-5 barrage Daniel-Johnson.
À Laval, le boulevard Daniel-Johnson, dans le quartier de Chomedey, a été créé en son honneur. À Danville, sa ville natale, la rue principale est rebaptisée « Rue Daniel-Johnson ». D'ailleurs, à cet effet, la rue Saint-Aimé, une petite ruelle où se trouvait l'une des maisons où il est élevé, est perpendiculaire à la rue rebaptisée en son nom. En octobre 2016, il est intronisé au Danville Select Club, qui honore les personnages danvillois célèbres et prestigieux de naissance ou d'adoption des domaines politiques, diplomatiques, sportifs, sociaux, scientifiques ou artistiques. De plus, une école secondaire située dans l'est de Montréal porte son nom depuis son ouverture en 1969.
Aujourd'hui des parcs portent son nom dans les villes de Montréal, Gatineau, Longueuil, Granby, Saint-Hyacinthe et Saint-Charles-Borromée. De plus, des rues ont été nommées en son honneur à Québec, Mirabel et Vaudreuil-Dorion. Finalement, un pont et un boulevard portent son nom à Saint-Pie.

### Soupçons concernant sa mort
Selon les sources de l'époque, Daniel Johnson est mort d'une crise cardiaque durant son sommeil, sans témoin ni médecin, alors qu'il était en forme la veille, et qu'il avait donné une conférence de presse où il évoquait sa santé. Il avait déjà subi une crise cardiaque le 2 juillet 1968, qui l'avait obligé à réduire ses activités.
De son côté, selon le biographe Pierre Godin, Johnson avait demandé d'être soumis à une autopsie après son décès. Se rappelant les rumeurs de suicide ou d'empoisonnement ayant circulé à la suite de la mort de Duplessis, Johnson avait voulu éviter de reproduire les mêmes échos et épargner ainsi sa famille. Les résultats de l'autopsie, révélés le 3 octobre 1968, indiquaient que le premier ministre était mort d'une thrombose coronaire.

## Vie privée et famille
Daniel Johnson avait une sœur aînée, Évelyne, née à Granby mais morte en bas âge, emportée par la tuberculose. Outre Daniel, la famille Johnson comptait quatre filles (Madeleine, Claire, Viviane et Doris) et trois garçons (Réginald, Maurice et Jacques).
Daniel Johnson épouse Reine Gagné le 2 octobre 1943. Fille d'Horace Gagné, avocat et ex-candidat conservateur dans Vaudreuil—Soulanges aux élections fédérales de 1935, Reine Gagné avait étudié à l'Université de Montréal, où elle avait collaboré pour Le Quartier latin.
Au début des années 1950, à la suite de l'entrée en politique de Daniel Johnson, le mariage du couple commence à battre de l'aile. Le 10 janvier 1953, Reine Johnson, qui avait pris pour amant un dénommé Bertrand Dussault, journaliste à Radio-Canada, est blessée d'un coup de revolver par son amant. Dussault retourne ensuite l'arme contre lui. Ce drame poussera Daniel Johnson au bord du gouffre sur les plans personnel et professionnel. Il se rend chez son chef, Duplessis, et offre sa démission. Duplessis refuse et choisit plutôt de le prendre sous son aile: le premier ministre se servira de son influence pour étouffer l'affaire. Seul le journal La Presse fera mention de l'événement dans un court entrefilet toutefois même mentionner le nom complet de la victime, ce qui préservera la réputation du député.
Plusieurs membres de la famille de Daniel Johnson ont fait carrière en politique. Son frère Maurice Johnson a été député fédéral de Chambly—Rouville de 1958 à 1962.
Ses deux fils ont milité au sein de l'Union nationale avant de s'engager à leur tour. Pierre Marc Johnson s'est investi dans le Parti québécois. Élu député d'Anjou en 1976, il a ensuite occupé diverses fonctions dans le gouvernement de René Lévesque. Après le départ de René Lévesque en juin 1985, il lui succède comme chef du Parti québécois et comme premier ministre du Québec. À la suite des élections de décembre 1985, il devient chef de l'opposition et le demeure jusqu'à son départ de la vie politique, en novembre 1987.
Outre les deux fils, la famille comptait aussi deux filles“Diane et Marie. Cette-dernière fait une courte carrière de chanteuse.
De son côté, Daniel Johnson, fils, s'est engagé dans le Parti libéral. Élu député de Vaudreuil-Soulanges en 1981, il brigue ensuite la direction de son parti en 1983. Les libéraux revenus au pouvoir en 1985, Daniel Johnson remplit différents mandats dans le gouvernement de Robert Bourassa. En janvier 1994, il succède à Robert Bourassa comme chef du Parti libéral et comme premier ministre du Québec. Défait aux élections de septembre 1994, il devient chef de l'opposition. Il conserve ces fonctions jusqu'à son départ de la vie politique en mai 1998.

## Résultats électoraux

### Résultats électoraux de Daniel Johnson
|       | Nom                           | Parti           | Nombre de voix | %      | Maj.  |
| ----- | ----------------------------- | --------------- | -------------- | ------ | ----- |
|       | Daniel Johnson                | Union nationale | 4 725          | 56,6 % | 1 140 |
|       | Joseph-Fortunat-Roland Bailly | Libéral         | 3 585          | 42,9 % | -     |
|       | Georges De Grandpré           | Indépendant     | 40             | 0,5 %  | -     |
| Total | Total                         | Total           | 8 350          | 100 %  |       |

|       | Nom                      | Parti               | Nombre de voix | %      | Maj.  |
| ----- | ------------------------ | ------------------- | -------------- | ------ | ----- |
|       | Daniel Johnson (sortant) | Union nationale     | 5 220          | 59,5 % | 1 925 |
|       | Hermas Cardin            | Libéral             | 3 295          | 37,6 % | -     |
|       | Louis Vadnais            | Union des électeurs | 254            | 2,9 %  | -     |
| Total | Total                    | Total               | 8 769          | 100 %  |       |

|       | Nom                      | Parti           | Nombre de voix | %      | Maj.  |
| ----- | ------------------------ | --------------- | -------------- | ------ | ----- |
|       | Daniel Johnson (sortant) | Union nationale | 5 126          | 57,8 % | 1 381 |
|       | J.-O.-Henri Messier      | Libéral         | 3 745          | 42,2 % | -     |
| Total | Total                    | Total           | 8 871          | 100 %  |       |

|       | Nom                      | Parti           | Nombre de voix | %      | Maj.  |
| ----- | ------------------------ | --------------- | -------------- | ------ | ----- |
|       | Daniel Johnson (sortant) | Union nationale | 5 696          | 61,5 % | 2 124 |
|       | Jean-Roger Labrèque      | Libéral         | 3 572          | 38,5 % | -     |
| Total | Total                    | Total           | 9 268          | 100 %  |       |

|       | Nom                      | Parti           | Nombre de voix | %      | Maj.  |
| ----- | ------------------------ | --------------- | -------------- | ------ | ----- |
|       | Daniel Johnson (sortant) | Union nationale | 5 335          | 55,8 % | 1 116 |
|       | Jean-Roger Labrèque      | Libéral         | 4 219          | 44,2 % | -     |
| Total | Total                    | Total           | 9 554          | 100 %  |       |

|       | Nom                      | Parti           | Nombre de voix | %      | Maj. |
| ----- | ------------------------ | --------------- | -------------- | ------ | ---- |
|       | Daniel Johnson (sortant) | Union nationale | 5 336          | 55,1 % | 989  |
|       | Hermas Cardin            | Libéral         | 4 347          | 44,9 % | -    |
| Total | Total                    | Total           | 9 683          | 100 %  |      |

|       | Nom                      | Parti               | Nombre de voix | %      | Maj.  |
| ----- | ------------------------ | ------------------- | -------------- | ------ | ----- |
|       | Daniel Johnson (sortant) | Union nationale     | 6 640          | 57,7 % | 2 074 |
|       | Hermas Cardin            | Libéral             | 4 566          | 39,7 % | -     |
|       | Bernard Desrosiers       | RIN                 | 163            | 1,4 %  | -     |
|       | Réal Doucet              | Ralliement national | 140            | 1,2 %  | -     |
| Total | Total                    | Total               | 11 509         | 100 %  |       |

### Résultats électoraux de l'Union nationale sous Johnson
| Partis | Partis                      | Chef                        | Candidats | Sièges | Sièges | Voix      | Voix   | Voix    |
| Partis | Partis                      | Chef                        | Candidats | 1960   | Élus   | Nb        | %      | +/-     |
| --- | --------------------------- | --------------------------- | --------- | ------ | ------ | --------- | ------ | ------- |
| | Libéral                     | Jean Lesage                 | 95        | 51     | 63     | 1 205 253 | 56,4 % | +5,02 % |
| | Union nationale             | Daniel Johnson (père)       | 95        | 43     | 31     | 900 817   | 42,2 % | -4,46 % |
| | Libéral indépendant         | Libéral indépendant         | 10        | -      | -      | 11 209    | 0,5 %  | 0,13 %  |
| | Conservateur                |                             | 1         | -      | -      | 4 255     | 0,2 %  | -       |
| | Action provinciale          |                             | 11        | -      | -      | 1 445     | 0,1 %  | -       |
| | Union nationale indépendant | Union nationale indépendant | 2         | -      | -      | 336       | 0 %    | -0,03 % |
| | Communiste                  |                             | 1         | -      | -      | 71        | 0 %    | -0,03 % |
| | Indépendant                 | Indépendant                 | 9         | 1      | 1      | 13 581    | 0,6 %  | 0,42 %  |
| Total | Total                       | Total                       | 224       | 95     | 95     | 2 136 967 | 100 %  |         |
| Le taux de participation lors de l'élection était de 79,6 % et 29 509 bulletins ont été rejetés. Il y avait 2 721 933 personnes inscrites sur la liste électorale pour l'élection. |                             |                             |           |        |        |           |        |         |

| Partis | Partis                     | Chef                           | Candidats | Sièges | Sièges | Voix      | Voix   | Voix    |
| Partis | Partis                     | Chef                           | Candidats | 1962   | Élus   | Nb        | %      | +/-     |
| --- | -------------------------- | ------------------------------ | --------- | ------ | ------ | --------- | ------ | ------- |
| | Union nationale            | Daniel Johnson                 | 108       | 31     | 56     | 948 928   | 40,8 % | -1,33 % |
| | Libéral                    | Jean Lesage                    | 108       | 63     | 50     | 1 099 435 | 47,3 % | -9,11 % |
| | RIN                        | Pierre Bourgault               | 73        | -      | -      | 129 045   | 5,6 %  | -       |
| | Ralliement national        | René Jutras et Laurent Legault | 90        | -      | -      | 74 670    | 3,2 %  | -       |
| | Conservateur               |                                | 4         | -      | -      | 6 183     | 0,3 %  | -0,07 % |
| | Socialiste                 | Jean-Marie Bédard              | 5         | -      | -      | 1 090     | 0 %    | -       |
| | Communiste                 |                                | 4         | -      | -      | 502       | 0 %    | +0,02 % |
| | Droit vital                |                                | 1         | -      | -      | 417       | 0 %    | -       |
| | Démocratisation économique |                                | 1         | -      | -      | 125       | 0 %    | -       |
| | Indépendant                | Indépendant                    | 18        | 1      | 2      | 59 787    | 2,6 %  | +2,15 % |
| | Sans désignation           | Sans désignation               | 6         | -      | -      | 4 647     | 0,2 %  | -       |
| Total | Total                      | Total                          | 418       | 95     | 108    | 2 324 829 | 100 %  |         |
| Le taux de participation lors de l'élection était de 73,6 % et 45 681 bulletins ont été rejetés. Il y avait 3 222 302 personnes inscrites sur la liste électorale pour l'élection. |                            |                                |           |        |        |           |        |         |